# Kotajk
Kotajk, auch Kotayk, ([kɔˈtɑjkʰ] , armenisch Կոտայքի մարզ, in wissenschaftlicher Transliteration Kotayk‘ marz) ist eine der Provinzen Armeniens.
Kotajk befindet sich im Zentrum des Landes. Provinzhauptstadt ist Hrasdan. Die Fläche der Provinz beträgt 2089 km² und die Einwohnerzahl liegt bei 245.324 (Stand 2011). Benachbarte armenische Provinzen sind Lori im Norden, auf kurzer Strecke Tawusch im Nordosten, Gegharkunik im Osten, Ararat und Jerewan im Süden sowie Aragazotn im Westen.
Weitere Städte neben Hrasdan sind das etwas größere Abowjan, Tscharenzawan und Zaghkadsor, die in den 1990er-Jahren zu Städten erhobenen früheren Siedlungen städtischen Typs Bjureghawan und Nor Hatschn sowie das in der gleichen Periode zur Stadt erhobene vormalige Dorf Jeghward. Neben diesen sieben Stadtgemeinden gibt es 60 Landgemeinden mit insgesamt 62 Dörfern; die größten Dörfer (mit jeweils über 5000 Einwohnern) sind Arindsch, Dschrwesch, Garni, Kassach, Nor Geghi und Sowuni (Stand 2011). Bis in die 1990er-Jahre besaßen auch die heutigen Dörfer Arsni (ein Kurort) und Argel (als Lussakert) den Status von Siedlungen städtischen Typs.
Die Provinz wurde während der administrativen Neuordnung im Rahmen der Dezentralisierung 1995 aus den seit 1930 in der Armenischen SSR der Sowjetunion bestehenden Rajons Hrasdan und Kotajk (bis 1990 Abowjan) sowie dem 1972 ausgegliederten Rajon Nairi und den rajonfreien Städten Abowjan, Hrasdan und Tscharenzawan gebildet. Im Gebiet liegt das Wasserkraftwerk Argel.
Touristenzentren sind das Dorf Garni mit dem Tempel von Garni und das Kloster Geghard sowie das armenische Skisportzentrum Zaghkadsor. In der Provinz liegen die Klosterruinen Havuts Tar, Neghuz und Tejharuyk.
Nach der Provinz ist eine in Armenien sehr beliebte Brauerei in Abowjan benannt, die sich mit lateinischen Buchstaben entsprechend der englischen Transkription Kotayk schreibt.

## Verwaltungsgliederung
Die armenische Provinz Kotajk beinhaltet 42 Gemeinden, von denen sieben Stadt- und 35 Landgemeinden sind:
| Stadtgemeinde | Gebiet (km2) | Bevölkerung (2017, geschätzt) | Eingemeindete Siedlungen                                                       |
| ------------- | ------------ | ----------------------------- | ------------------------------------------------------------------------------ |
| Abowjan       | 11           | 58.828                        |                                                                                |
| Bjureghawan   | 36           | 12.957                        | Dschraber, Nurnus                                                              |
| Hrasdan       | 15           | 58.406                        |                                                                                |
| Jeghward      | 206          | 25.667                        | Aragjugh, Buschakan, Saralandsch, Sorawan (mit Kirchenruine Zoravar), Sowuni   |
| Nor Hatschn   | 1            | 11.748                        |                                                                                |
| Tscharenzawan | 245          | 39.403                        | Alapars, Aghweran, Arsakan (mit Klosterruine Neghuz), Bdschni, Fantan, Karenis |
| Zaghkadsor    | 4            | 1.491                         |                                                                                |

Landgemeinden und enthaltene Siedlungen:
| - Akunk - Hatis - Kaputan - Kotajk (Dorf) - Nor Gjugh - Sar - Sewaberd - Sowaschen - Aramus - Argel - Wasserkraftwerk Argel - Arindsch - Arsni - Balahowit - Dschrarat - Dschrwesch - Dsoraghbjur - Sowk | - Garni - Tempel von Garni - Geghadir - Geghard (Dorf) - Kloster Geghard - Geghaschen - Getamedsch - Getargel - Goght - Klosterruine Havuts Tar - Hazawan - Kaghsi - Kamaris - Kanakerawan - Karaschamb - Kasach - Katnaghbjur - Lernanist - Majakowski | - Meghradsor - Aghawnadsor - Artawas - Gorgotsch (Kortschlu) - Hankawan - Klosterruine Tejharuyk - Marmarik - Pjunik - Mrgaschen - Nor Artamet - Nor Geghi - Nor Jersnka - Proschjan - Ptghni - Solak - Klosterruine Majrawank - Teghenik - Werin Ptghni - Woghjaberd |